# Тельфер

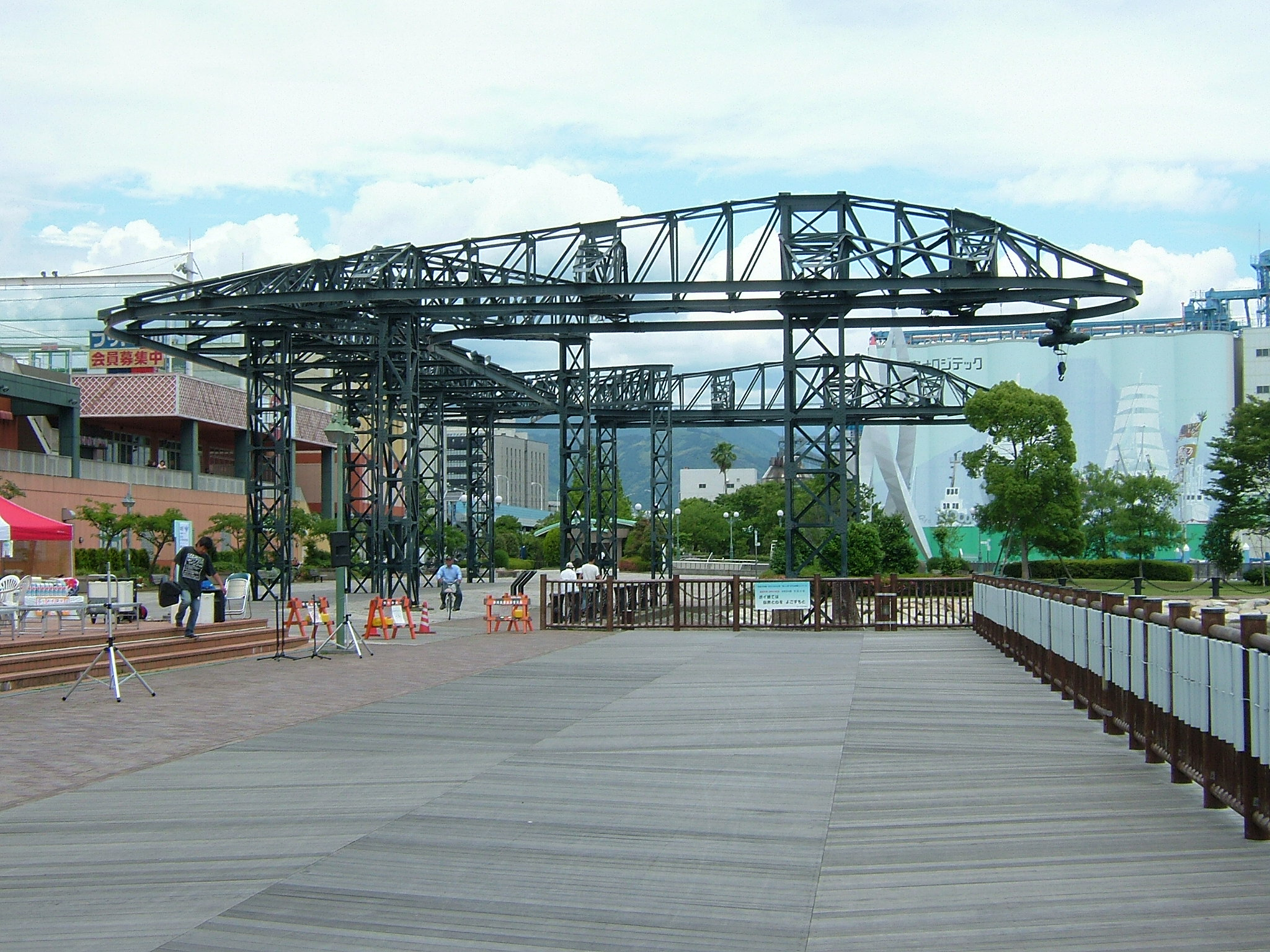
Кран з тельфером

Те́льфер — вантажопідйомний електричний механізм для підіймання та горизонтального переміщення вантажів, тобто таль з електричним приводом. Поняття «тельфер», «електротельфер», «електричний тельфер» і «електричний таль» є синонімами. Найпопулярніший вантажопідйомний механізм, який використовується в промислових цілях. Його застосовують для підйому, перенесення і опускання важких вантажів. Крім того тельфер використовується для перенесення вантажу в горизонтальному положенні, але якщо він попередньо закріплений на спеціальних шарнірах. Електротельфер управляється оператором з пульта керування, який дозволяє контролювати його дії. Складається з лебідки та ходової частини. Інша назва — електроталь.
Рухається підвісною монорейкою. Застосовується як внутрішньоцеховий транспорт.
Тельфер має порівняно невелику власну вагу, проте здатний витримувати серйозні навантаження. Працює у діапазоні температур від −40 до +40 градусів за Цельсієм і не реагує на зміни вологості повітря. Завдяки таким властивостям тельфер є надійним і якісним обладнанням, економічним в обслуговуванні.
Електротельфери є ланцюгові і канатні, при цьому їх почали використовувати все частіше і частіше. На відміну від ланцюгового, таль електричний канатний має більш високу швидкість пересування вантажу по вертикалі або горизонталі. Якщо раніше їх використовували зазвичай на виробництві, то в сьогоднішній час їх можна зустріти на складах, у автомайстернях та інших місцях. Дане обладнання може використовуватися в приміщеннях з особливими вимогами з пожежо- та вибухобезпеки.
Є кілька видів електротельферів. Вони розрізняються за такими характеристиками: вага, швидкість і висота підйому, переміщення вантажу, а також за вантажопідйомністю і характеристиками двигуна. Є, наприклад, електротельфер ТЕ 025, який піднімає вантаж вагою не більш як 0,25 т, а електротельфер ТЕ 500 може підняти вантаж до 5 т.
Тельфер можна використовувати також для вантажно-розвантажувальних робіт. Функціонує як самостійний вантажний пристрій, так і як вузол крана. Це обладнання здатне забезпечити високу швидкість переміщення вантажу, що значно прискорює виконання завантажувально-розвантажувальних робіт на складах та монтажних робіт у виробничих цехах.
Компактність конструкції, невелика вага та зручність в експлуатації є беззаперечними перевагами тельферів.